# ستيف سابيلا
ستيف سابيلا (1975-) هو فنان مصور، وكاتب فلسطيني من مواليد القدس، درس حتى الثانوية العامة في مدرسة الفرير، ودرس التصوير الفوتوغرافي في معهد المصرارة للتصوير في القدس في الفترة بين 1994-1997. وفي عام 2007، حصل على شهادة البكالوريوس في تخصص الدراسات البصرية من جامعة ولاية نيويورك. وبعدها بسنة حصل على منحة تشيفنينغ، ليكمل دراسته، ويحصل على شهادة الماجستير بامتياز في دراسات التصوير من جامعة وستمنستر في لندن. وحصل على شهادة ماجستير ثانية عام 2009 في تخصص الأعمال الفنية من معهد سوثبي للفنون، في لندن، ويقيم حاليًا في برلين.

## أسلوبه الفني
يعتبر فن ستيف متعدد التقنيات والأساليب ويسعى في جميع أعماله إلى الابتكار والتجديد، ويركز فيها على الصراعات السياسية، والإنسانية، والمعمارية. فيغلب على أعماله موضوعات الاغتراب، والتحرر، والدراسات الكولونيالة في الفن، بصبغة فلسطينية تعبر عن هوية بلاده. وتمتاز صوره بالتجريدية والغرابة، حيث يستخدم أنماطاً متكررة لصور متداخلة ومتشابكة لتعكس الصراعات التي يتحدث عنها، ويخلق حالة جديدة في الفن بابتكاره صوراً بعيدة عن أنماط الصور التقليدية في عالمنا.

## أعماله الفنية
لدى ستيف العديد من الأعمال الفنية التي تعبر عن هويته الفلسطينية ورؤيته لها، ومنها:

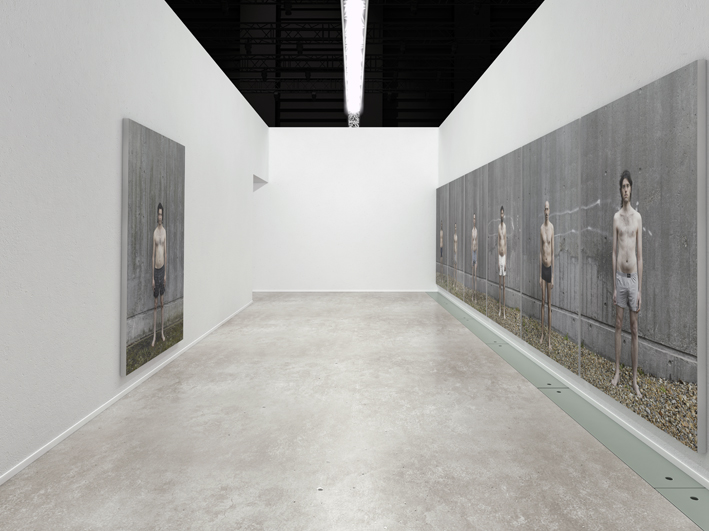

- الأرض الحرام وهو عمل مكون من ثلاث لوحات فوتوغرافية، تعرض أشكالاً مختلفة من بقايا الأشياء، مثل أوراق الشجر، والغبار، والريش، وغيره. حيث يصور العالم في حالة من الضياع والتيه بعد جائحة كورونا، وخصوصاً الحالة النفسية والجسدية للفلسطينيين، وعُرض هذا العمل في المتحف الفلسطيني.[3]
- لوحة مسيرات العودة الكبرى عام 2019، جمع هذا العمل ألف صورة التقطتها عدسات المصورين في مسيرات العودة في غزة، مزجها مع صور من الفضاء الخارجي ليعبر فيها عن نضال شعب غزة المحاصر لنيل حريته.[4]
- أرض الأبد، لوحة مجمعة لصور يظهر فيها تصاميم مختلفة من التطريز الفلسطيني المنسوجة على أثواب فلسطينية متنوعة، وتحتفي هذه اللوحة بالتراث الفلسطيني، وبالتجديد الذي يمكن أن تخلقه تطريزاته.[1]

## مؤلفاته
لدى ستيف العديد من المؤلفات التي يسعى بها إلى دراسة الفن وإشكالاته في عالمنا الحديث، ومنها:
- كتاب مذكرات بعنوان «مفارقة الباراشوت، The Parachute Paradox»، صادر عن دار كيربر فيرلاج في أيلول/سبتمبر عام 2016، حيث تحدث فيه عن مفهوم استعمار الخيال.
- نشر مونوغراف بعنوان «ستيف سابيلا-التصوير 1997-2014»، صدرت عن هاتييه كانتز بالتعاون مع أكاديمية الفنون في برلين عام 2014.
- كتاب «لعنة الفنان، The Artist's Curse» يتحدث فيه عن سوق الفن العالمي والمعيقات المختلفة التي تواجه الفنان.[5][6]

## معارض

#### معارض فردية

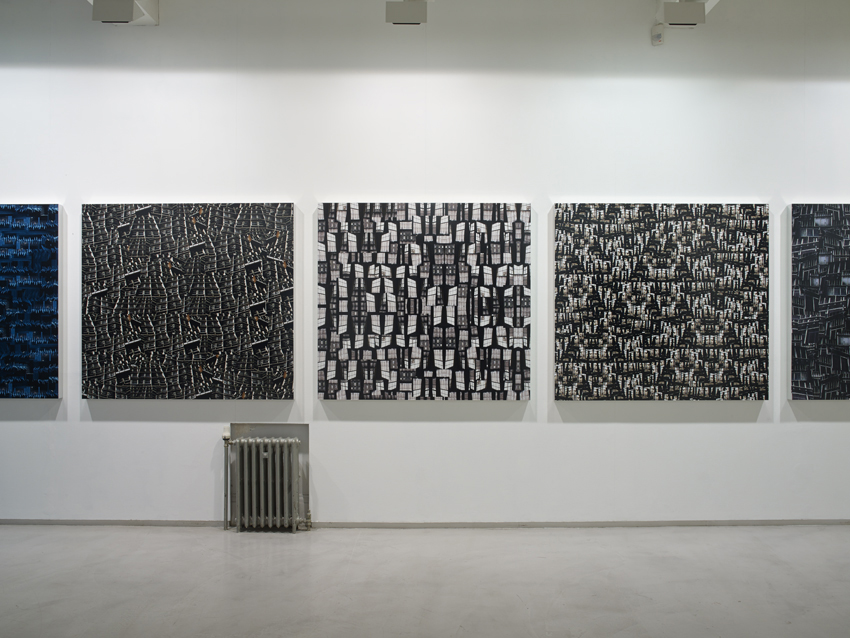
صورة من جاليري بيرلوني عام 2014

أقام ستيف أحد عشر معرضًا فرديًا في فلسطين بين الأعوام (1998-2007)، وأقام العديد من المعارض في بلاد عربية، وأجنبية، منها:
- معرض شظايا في جاليري بيرلوني، في برلين عام 2014.
- معرض استقلال في جاليري ميم، في دبي.
- معرض طبقات في منصة كاب للفن المعاصر، في الكويت.
- معرض استعادي، علم آثار المستقبل في متحف سكاليجري، في إيطاليا.

#### معارض جماعية
وشارك أيضًا في العديد من المعارض الجماعية، ومنها:
- معرض ألوان العالم في معهد العالم العربي من مقتنيات متحف فلسطين في المستقبل، في باريس عام 2020.
- معرض اقتراب الآفاق: التحولات الفنية للمشهد الطبيعي في المتحف الفلسطيني، في فلسطين عام 2019.
- معرض البينالي الأول لمصوري العالم العربي المعاصر في معهد العالم العربي والدار الأوروبي للتصوير، في باريس عام 2015.

## جوائز
- الجائزة الذهبية، إيريك هوفر أوورد في الولايات المتحدة، عام 2017.[2]
- جائزة نوتيلس للكتابة في الولايات المتحدة عام 2017.[2]
- جائزة كبارو للتميز كأفضل طالب متميز في جامعة وستمنستر، من معهد الفنون في عام 2008.[2]
- جائزة إلين أورباخ من أكاديمة الفنون في برلين، عام 2008.[2]